# La Crucifixion en rose
 (décembre 2023).
Si vous disposez d'ouvrages ou d'articles de référence ou si vous connaissez des sites web de qualité traitant du thème abordé ici, merci de compléter l'article en donnant les références utiles à sa vérifiabilité et en les liant à la section « Notes et références ».
La Crucifixion en rose (titre original : The Rosy Crucifixion) est une trilogie du romancier américain Henry Miller composée de Sexus (1949), Plexus (1952) et Nexus (1959).
Il se classe dans la liste des 100 meilleurs livres du XXe siècle établie en 1999 par la Fnac et Le Monde.
Son recueil de nouvelles Max et les Phagocytes (Max and the white Phagocytes), traduit par Jean-Claude Lefaure, édition du Chêne, en 1947, en présente déjà quelques fragments (pages 249 à 360) et indique que l'ouvrage est en préparation[réf. souhaitée].